# Combretum leprosum
Combretum leprosum là một loài thực vật có hoa trong họ Trâm bầu. Loài này được Mart. mô tả khoa học đầu tiên năm 1841.